# Xã Burdine, Quận Texas, Missouri
Xã Burdine (tiếng Anh: Burdine Township) là một xã thuộc quận Texas, tiểu bang Missouri, Hoa Kỳ. Năm 2010, dân số của xã này là 3.336 người.